# Werner Walde

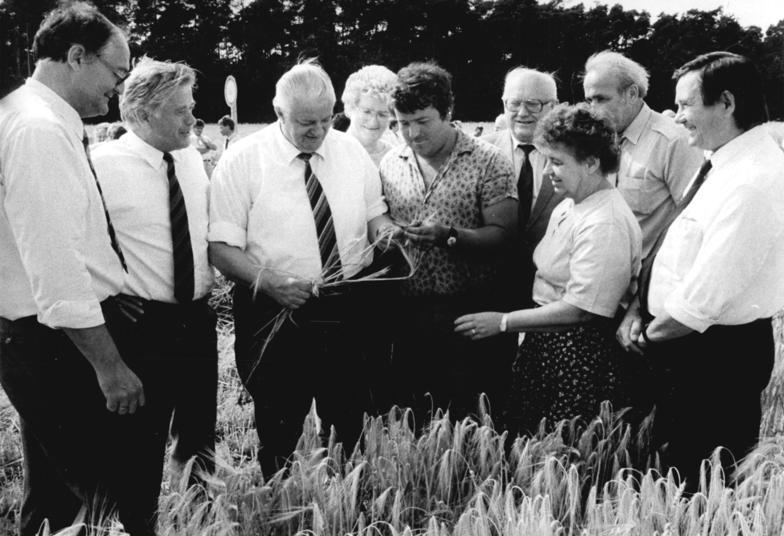
Werner Walde in Seyda, 1989 (2. v. l.)

Werner Walde (* 12. Februar 1926 in Döbeln; † 26. Juni 2010 in Cottbus) war ein deutscher Politiker (SED). Er war Erster Sekretär der SED-Bezirksleitung Cottbus und Kandidat des Politbüros des Zentralkomitees der SED in der DDR.

## Leben
Walde stammte aus einer Arbeiterfamilie. Er absolvierte nach dem Besuch der Volksschule in Döbeln-Großbauchlitz von 1940 bis 1943 eine Ausbildung zum Verwaltungsangestellten. Er war Oberhordenführer der Deutschen Jugend und Oberrottenführer der Hitler-Jugend. Von Juni 1943 bis April 1945 war er im Reichsarbeitsdienst in Polen, Frankreich und den Niederlanden eingesetzt, zuletzt als Hauptvormann. Im April 1945 als Soldat zur Wehrmacht eingezogen, geriet er Anfang Mai 1945 in Hagenow zunächst in amerikanische, dann in britische Kriegsgefangenschaft, die er von Juni bis Juli 1945 in Eutin verbrachte.
Nach seiner Entlassung arbeitete er bis August 1945 als Landarbeiter bei einem Bauern in Westerode/Kreis Duderstadt. Von August 1945 bis Dezember 1950 war er Angestellter der Sozialversicherungskasse in Döbeln. 1945 wurde er Mitglied des FDGB und war von 1946 bis 1950 Mitglied der Betriebsgewerkschaftsleitung. Im Februar 1946 trat er der SPD (später SED) und 1948 der FDJ bei. 1950 besuchte er die Landesparteischule Meißen, an der er bis 1953 als Assistent und Lehrer tätig war. Anschließend war er von 1953 bis 1955 stellvertretender bzw. kommissarischer Schulleiter der SED-Bezirksparteischule in Cottbus.
Von 1954 bis 1960 absolvierte er an der Parteihochschule „Karl Marx“ ein Fernstudium zum Diplom-Gesellschaftswissenschaftler. Von 1955 bis 1961 war er Mitarbeiter bzw. Abteilungsleiter der SED-Bezirksleitung Cottbus, von August 1961 bis Februar 1964 Erster Sekretär der SED-Kreisleitung Senftenberg und Kreistagsabgeordneter. Von 1964 bis 1966 studierte er an der Hochschule für Ökonomie Berlin mit dem Abschluss als Diplomwirtschaftler. Danach war er von April 1966 bis Juni 1969 Sekretär für Organisations- und Kaderarbeit bzw. Zweiter Sekretär der SED-Bezirksleitung Cottbus. Von Juni 1969 bis 9. November 1989 war er Erster Sekretär der SED-Bezirksleitung Cottbus.
Vom 19. Juni 1971 (VIII. Parteitag) bis Dezember 1989 war er Mitglied des ZK der SED. Von November 1971 bis 1989 war Walde Abgeordneter des Bezirkstages Cottbus, sowie Mitglied der Volkskammer. Vom 22. Mai 1976 (IX. Parteitag) bis zu seiner Enthebung aus diesem Amt im November 1989 war er Kandidat des Politbüros des ZK der SED. Am 20./21. Januar 1990 wurde er aus der SED-PDS ausgeschlossen.

## Auszeichnungen
- Verdienstmedaille der DDR (1963)
- Vaterländischer Verdienstorden in Bronze (1967), in Silber (1969) sowie in Gold (1974)
- Held der Arbeit
- Karl-Marx-Orden (1976)
- Kampforden „Für Verdienste um Volk und Vaterland“ in Silber
- Verdienstmedaille der Nationalen Volksarmee in Gold